# Turturică americană
Turturica americană (Zenaida macroura) este o specie de pasăre columbiformă din familia Columbidae, originară din America.

## Taxonomie
În 1731, naturalistul englez Mark Catesby a descris și ilustrat porumbelul pasager și turturica americană pe pagini succesive ale lucrării sale The Natural History of Carolina, Florida and the Bahama Islands. Pentru porumbelul pasager a folosit denumirea comună „porumbel în trecere” și latina științifică Palumbus migratorius; pentru turturica americană a folosit „turturica țestoasă de Carolina” și Turtur carolinensis. În 1743, naturalistul George Edwards a inclus turturica americană cu numele englezesc "long-tail'd dove" și numele latin Columba macroura în cartea sa A Natural History of Uncommon Birds. Fotografiile lui Edwards ale turturelelor masculi și femele au fost realizate de la păsări vii care fuseseră expediate în Anglia din Indiile de Vest. În 1758, când naturalistul suedez Carl Linnaeus și-a actualizat Systema Naturae pentru a zecea ediție, el a confundat cele două specii. El a folosit numele latin Columba macroura introdus de Edwards ca nume binomial, dar a inclus o descriere bazată în principal pe Catesby. El a citat descrierea turturicii americane de Edwards și descrierea porumbelului pasager de Catesby. Linnaeus și-a actualizat din nou Systema Naturae în 1766 pentru cea de-a douăsprezecea ediție. El a renunțat la Columba macroura și a inventat în schimb Columba migratoria pentru porumbelul călător, Columba cariolensis pentru turturica de Carolina și Columba marginata pentru turturica americană al lui Edwards.
Pentru a rezolva confuzia cu privire la denumirile binomiale ale celor două specii, Francis Hemming a propus în 1952 Comisiei Internaționale de Nomenclatură Zoologică (ICZN) să asigure denumirea specifică macroura pentru turturica americană și migratorius pentru porumbelul pasager, deoarece aceasta a fost utilizarea prevăzută de autorii pe baza cărora Linnaeus și-a bazat descrierea. Acest lucru a fost acceptat de ICZN, care și-a folosit competențele plenare pentru a desemna speciile pentru denumirile respective în 1955.
Turturica americană este în prezent încadrată în genul Zenaida, introdus în 1838 de naturalistul francez Charles Lucien Bonaparte, în amintirea soției sale Zénaïde. Epitetul specific provine din greaca veche makros care înseamnă „lung” și -ouros care înseamnă „cu coadă”.
Există cinci subspecii:
- Zenaida macroura marginella (Woodhouse, 1852) – vestul Canadei și vestul SUA până în partea central-sudică a Mexicului
- Zenaida macroura carolinensis Linnaeus, 1766) – estul Canadei și estul SUA, Bermuda, Insulele Bahama
- Zenaida macroura macroura Linnaeus, 1758) – Cuba, Hispaniola (Republica Dominicană și Haiti), Puerto Rico, Jamaica
- Zenaida macroura clarionensis Townsend, 1890) – Insula Clarion (în largul Mexicului de vest)
- Zenaida macroura turturilla Wetmore, 1956) – Costa Rica, Panama de vest

## Descriere
Turturica americană este un porumbel de mărime medie, subțire, cu o lungime de aproximativ 31 cm. Cântărește 112-170 g, de obicei mai aproape de 128 g. Are o anvergură a aripilor de 37-45 cm. Coada sa este lungă și conică (macroura provine din cuvintele grecești „mare” și „coadă”). Picioarele au trei degete înainte și unul inversat, sunt scurte și de culoare roșiatică. Ciocul este scurt și întunecat, de obicei de o nuanță maro-negru.
Penajul este în general gri-maroniu deschis și în partea de jos este mai deschis și rozaliu. Toate cele cinci subspecii arată asemănător și nu sunt ușor de distins. Își poate „bate” aripile când își ia zborul, într-un mod similar cu porumbelul de stâncă. Este un zburător puternic, capabil să atingă viteze de până la 88 km/h.

## Galerie

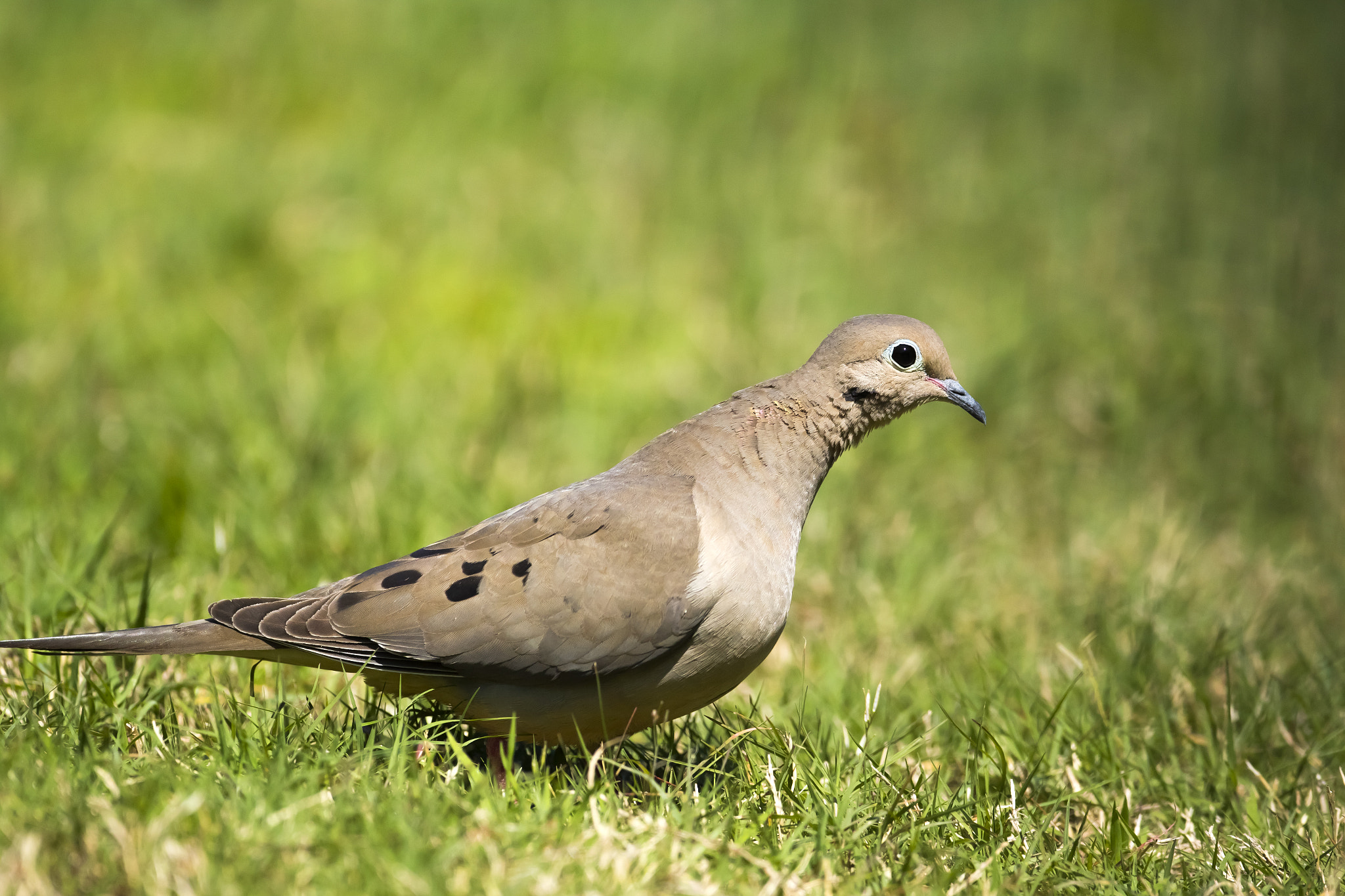
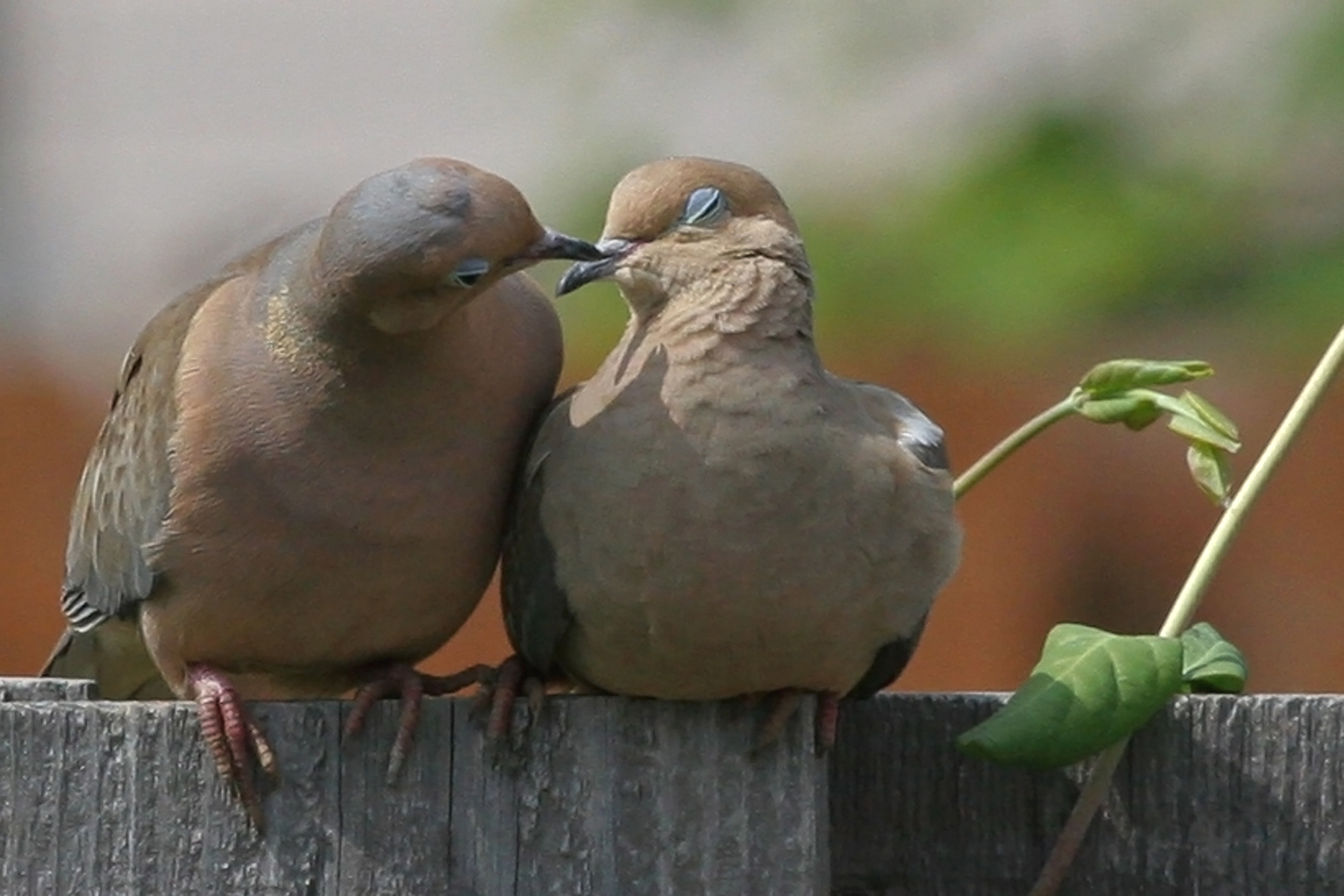
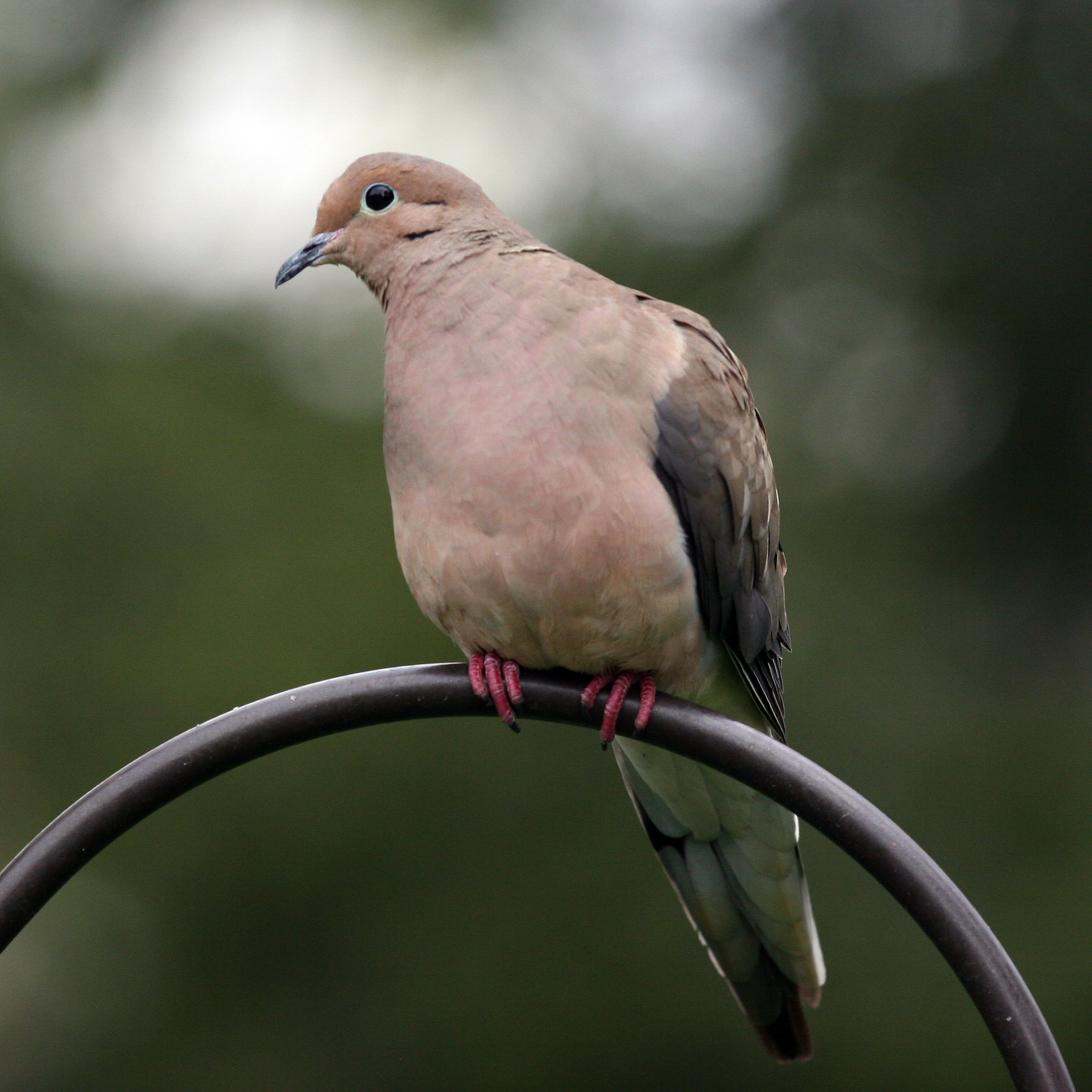
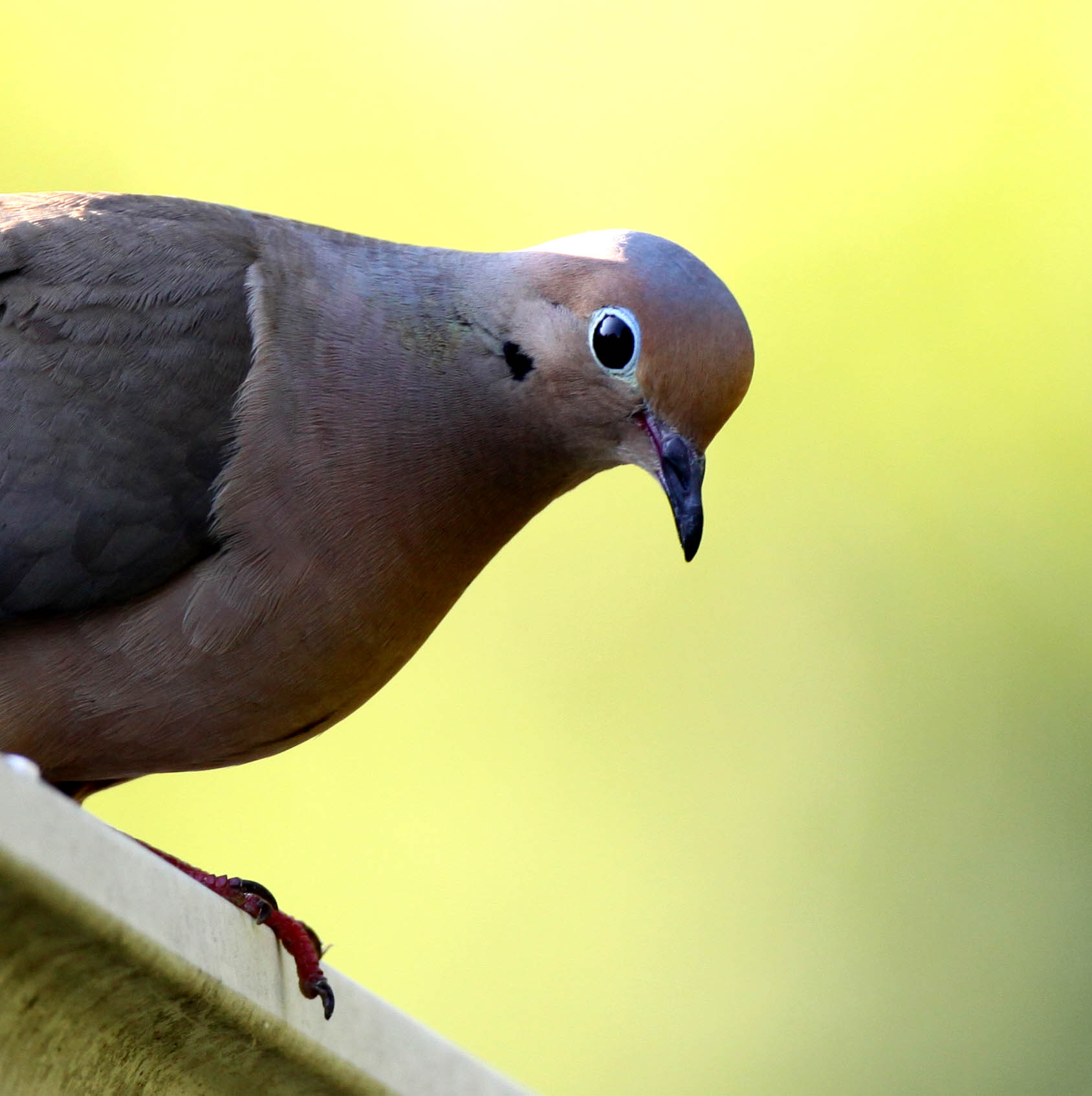
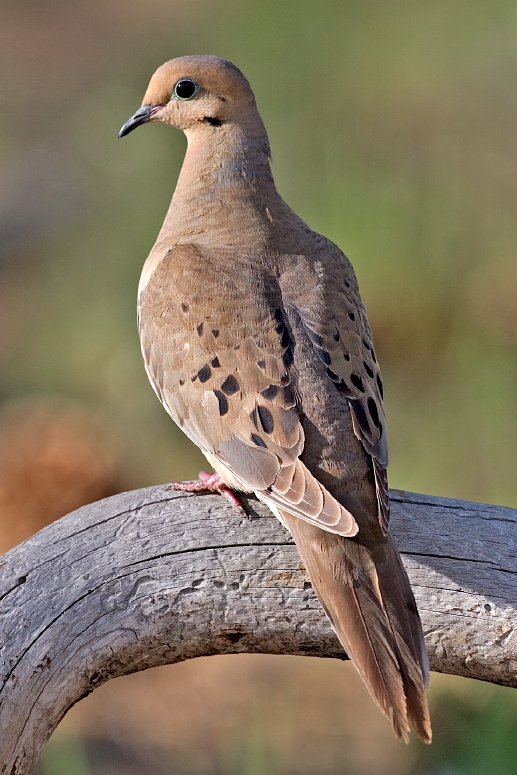
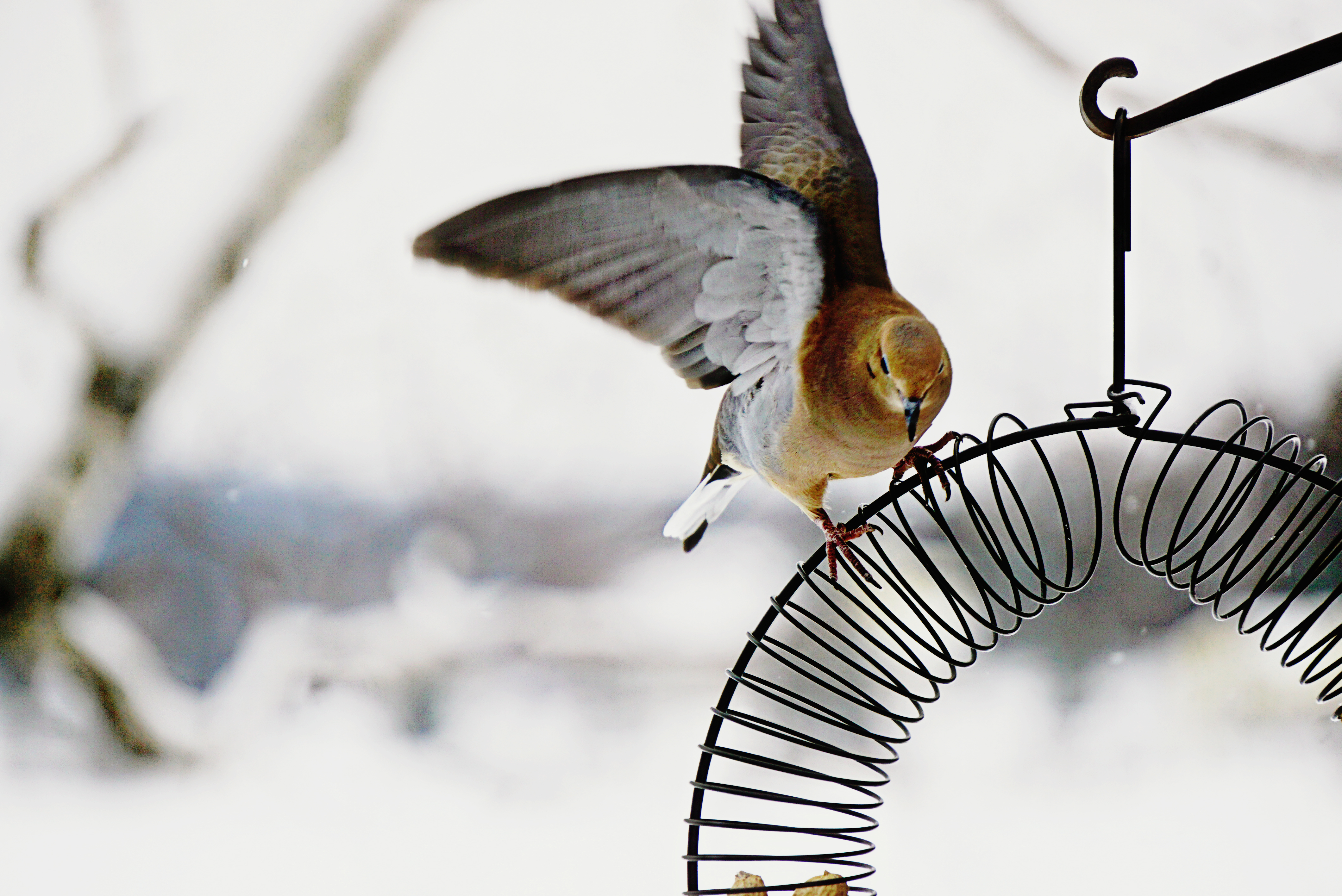
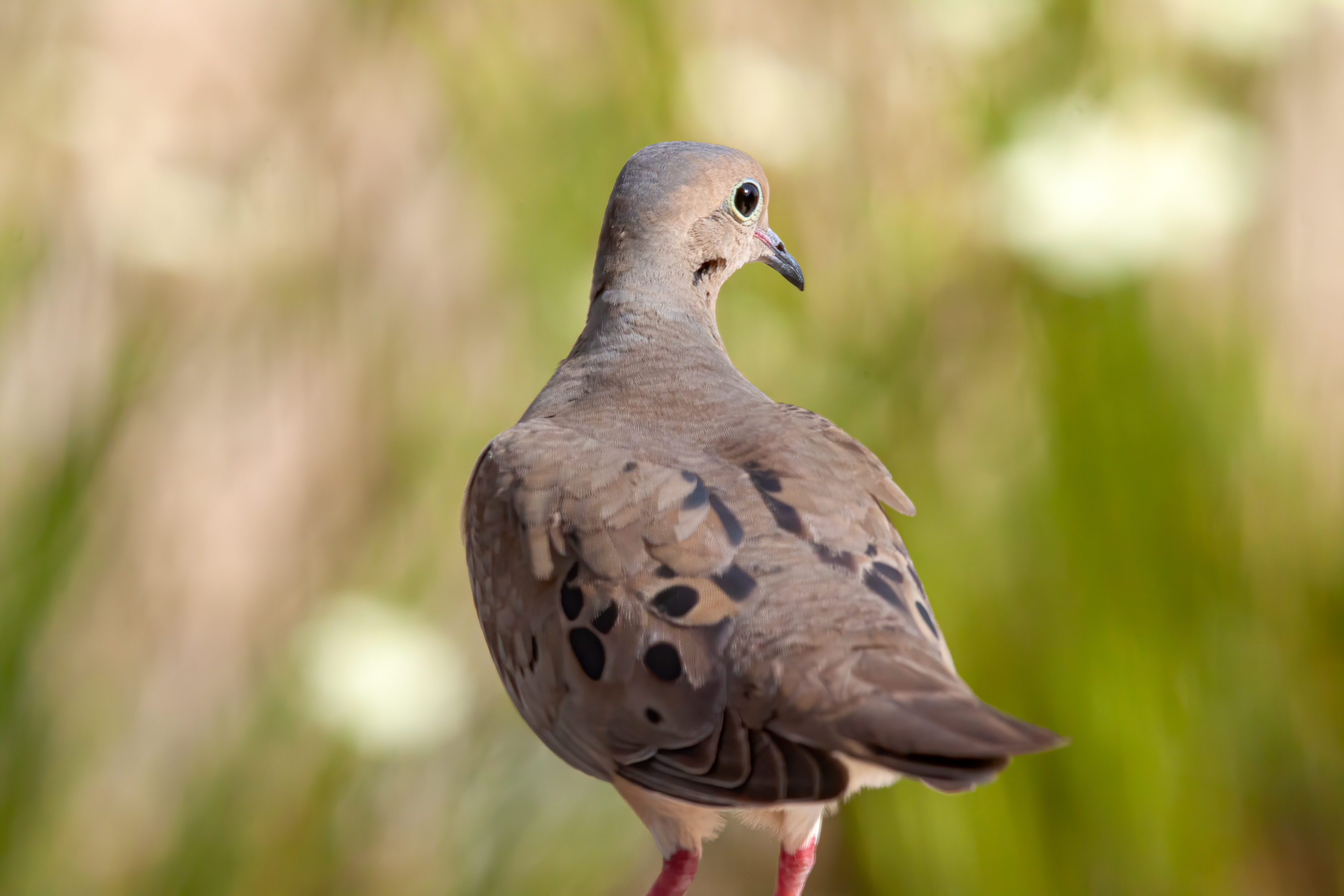